# Hydrate de méthane

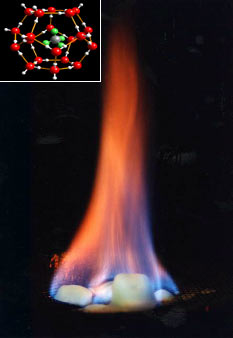
Combustion d'hydrate de méthane (USGS).
Cadre en haut à gauche : structure du clathrate.

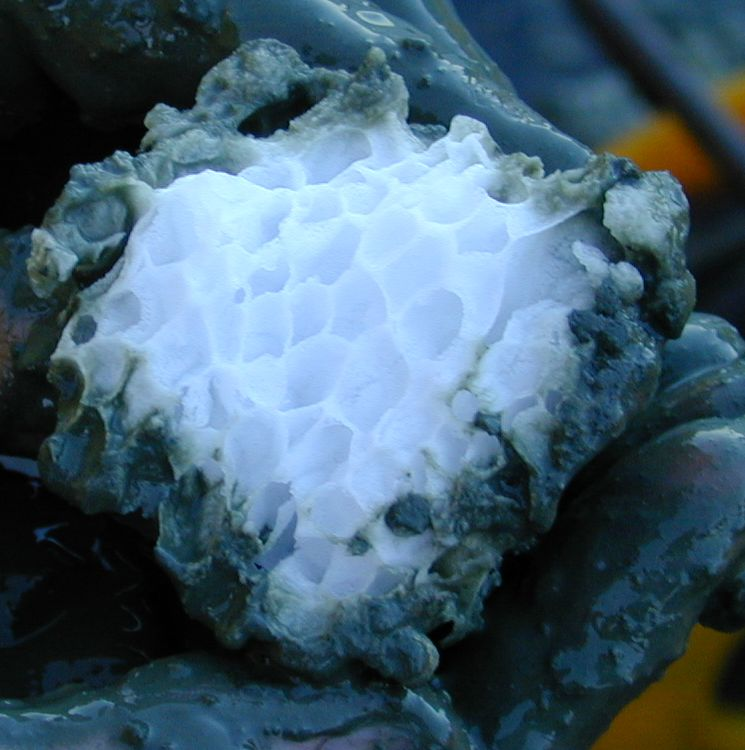
Bloc d'hydrate de méthane (clathrate) trouvé lors d'une expédition scientifique avec le navire de recherche allemand FS Sonne dans la zone de subduction située au large de l'Oregon (États-Unis), à une profondeur d'environ 1200 mètres. Cet hydrate de méthane était enfoui dans le premier mètre du sédiment, dans la zone dite hydrate ridge. Ici, il présente en fondant une structure particulière (vaguement en « nid d'abeille »).

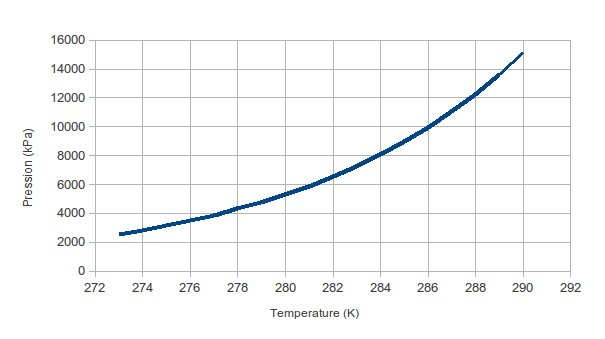
Stabilité des hydrates de méthane en fonction de la température. La zone de stabilité est à gauche de la courbe.

Un hydrate de méthane (ou clathrate de méthane) est un clathrate, plus précisément un clathrate hydrate, un cristal organique nanoporeux formé de molécules d’eau et de méthane. On en trouve dans les sédiments des fonds marins, sur certains talus continentaux, ainsi que dans le pergélisol des régions polaires.
La formation de ces hydrates constitue l'un des puits de carbone planétaires, mais ils sont très instables quand leur température dépasse un certain seuil.
Les hydrates de méthane sont une source potentielle d'énergie fossile pour remplacer le pétrole ; ils sont réputés présents en grande quantité, surtout en fonds marins, mais sont difficilement exploitables. Ils restent une source directe de méthane ou indirecte de dioxyde de carbone, deux puissants gaz à effet de serre.
Appelé familièrement « glace qui brûle » ou « glace de méthane », ce composé glacé est inflammable dès qu'il fond en présence d'oxygène ou d'un oxydant. À l'échelle moléculaire, un clathrate de méthane est en effet constitué d'une fine « cage » de glace dans laquelle est piégé du méthane a priori issu de la décomposition de matière organique relativement récente (par rapport à celle qui a engendré le pétrole et le gaz naturel) et effectuée par des micro-organismes anaérobies et méthanogènes.
Lors de la production de gaz naturel, d'autres hydrates peuvent se former (d'éthane et de propane). Plus la longueur de la molécule d'hydrocarbure augmente (butane, pentane, etc.), moins les hydrates formés sont stables.
Les hydrates de gaz naturels (natural gas hydrate ou NGH en anglais) sont caractérisés par une plus faible pression (25 mégapascals, compression 1/170) et une plus haute température (0 °C) que le gaz naturel liquéfié (liquified natural gas, LNG) ou le gaz naturel pour véhicules (compressed natural gas, CNG, gaz naturels comprimés).

## Découverte
En juillet 1996, dans l'océan Pacifique, le navire de recherche RV Sonne remonte, d'une profondeur de 785 m, 500 kg d'hydrate de méthane.

## Structure

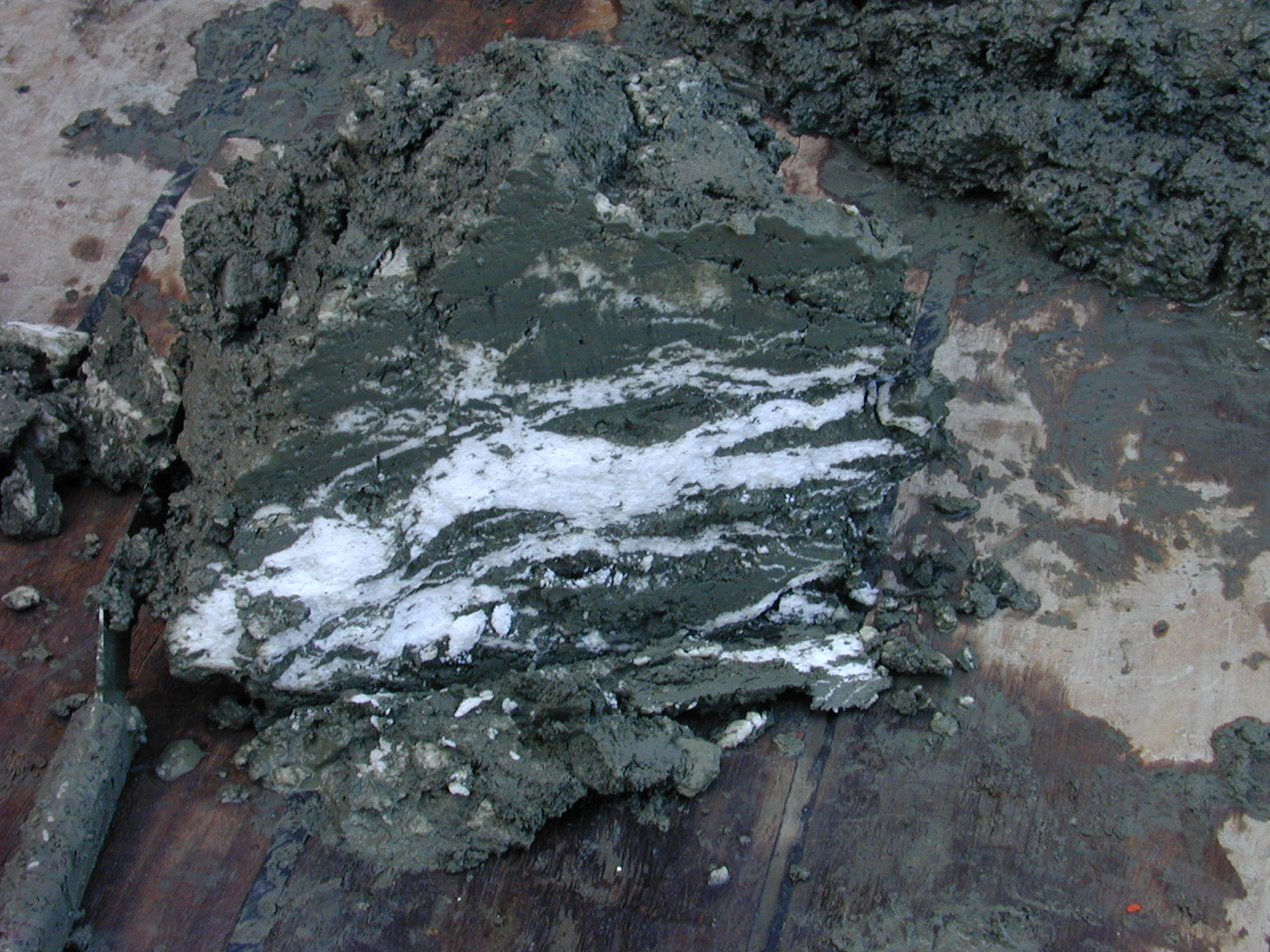
Filons d'hydrate de méthane (clathrate, en blanc sur la photo) trouvés au large de l'Oregon (-1200 mètres environ) dans le premier mètre du sédiment.

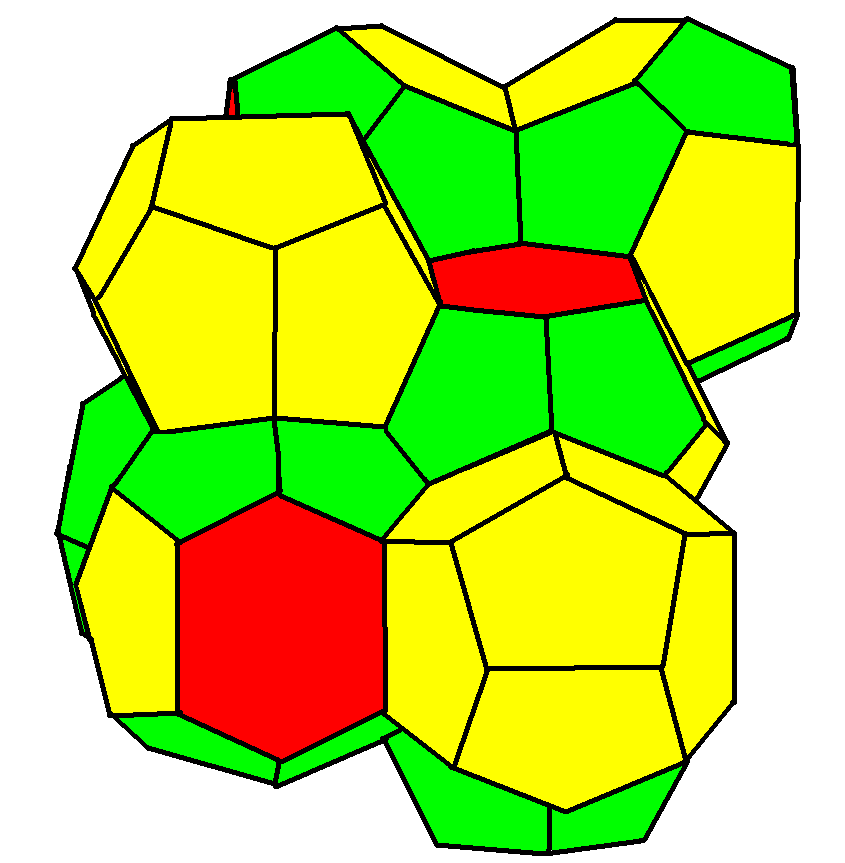
Structure de base de l'hydrate de méthane.
Les deux petites cages sont entièrement coloriées en jaune et les faces hexagonales des grandes cages sont coloriées en rouge.

L'hydrate de méthane est constitué de molécules d'eau formant des cages qui piègent des molécules comme le méthane ou le sulfure d'hydrogène (tous deux présents dans l'hydrate remonté par le navire Sonne). Ces cages peuvent stocker de considérables quantités de gaz (par exemple, 1 cm3 d'hydrate peut libérer 164 cm3 de méthane gazeux à la pression atmosphérique).
Plus précisément, la structure de base de l'hydrate de méthane correspond à la structure de type I des structures de clathrate de gaz : cette structure (également appelée structure de Weaire-Phelan) comprend deux cages de petite taille et six cages de plus grande taille :
- chacune des deux cages de petite taille a la forme d'un dodécaèdre irrégulier (polyèdre formé de 12 faces en forme de pentagones irréguliers et qui comprend 30 arêtes et 20 sommets) ;
- chacune des six cages de grande taille a la forme d'un trapèzoèdre hexagonal tronqué (en) (polyèdre formé de deux hexagones réguliers et de 12 pentagones irréguliers et qui comprend 36 arêtes et 24 sommets) ;
- chacun des sommets de ces huit cages est occupé par une molécule d'eau tandis que le gaz méthane occupe l'intérieur de ces cages.

Certains de ces sommets étant communs à deux ou plusieurs cages, le nombre total de molécules d'eau de la structure de base de l'hydrate de méthane n'est que de 46 molécules (au lieu de 184).

## Conditions de stabilité
Les hydrates de méthane sont stables à forte pression et basse température (voir la courbe « conditions de stabilité » ; ordre de grandeur : 35 bars à 0 °C).
Cependant, le méthane sous forme d'hydrate est solide à des températures et des pressions plus élevées que celles nécessaires pour liquéfier le même gaz ; ainsi, le méthane pur dans l'eau pure forme des hydrates à partir d'environ 380 m dans l'eau douce à 4 °C (maximum de densité de l'eau), environ 440 m dans l'eau salée à 35 g/l ; à titre de comparaison, le méthane se liquéfie à −161,5 °C (111,6 K). La glace d'eau remplit pour le méthane la fonction d'une sorte d'éponge moléculaire, qui permet de stabiliser le méthane sous forme solide. Ainsi, les hydrates de méthane sont susceptibles de se former à des conditions de température et de pression naturellement rencontrées sur la Terre, plus précisément, en sous-sol des terres émergées des régions froides d'une part, sous l'océan d'autre part.
La présence de sel (influence de l'ion chlorure Cl−) rend un peu plus difficile la formation d'hydrate.
D'autres gaz de la famille du méthane (propane, butane…) sont susceptibles de former des hydrates avec l'eau, à des pressions plus fortes.
La cinétique (vitesse) de disparition des hydrates de méthane est faible[Combien ?]. C'est la raison pour laquelle on voit des photographies de blocs d'hydrates dans des conditions manifestement de laboratoire.
La densité des hydrates étant plus faible que celle de l'eau, on ne trouve pas d'hydrate à l'intérieur des océans, la pression à la surface étant trop faible pour les stabiliser. Ils sont donc toujours fixés sur le fond.

## Réservoirs naturels
L'hydrate de méthane est stable à faible température et forte pression. Sur les continents, si la température du sol est suffisamment froide, l'augmentation de pression à grande profondeur favorise la stabilité de l'hydrate. Cet effet est en compétition avec le gradient géothermique ; la température augmentant avec la profondeur défavorise la formation d'hydrates. Ces hydrates sont donc stables dans une gamme de profondeur. Sur les terres émergées, dans les régions froides, les conditions de stabilité des hydrates sont susceptibles d'être rencontrées sous la surface du pergélisol, par exemple typiquement entre 100 et 1 600 m sous le pergélisol.
En mer, la pression augmente avec la profondeur, la température restant essentiellement constante dans les grandes profondeurs. Cependant, la densité des hydrates étant plus faible que l'eau, c'est uniquement sous le fond que ces hydrates peuvent être stockés. Sous le fond marin également, le gradient géothermique défavorise la formation d'hydrates vers les grandes profondeurs et limite l'extension de la zone de stabilité d'hydrate, par exemple jusqu'à 800 m sous le fond de la mer.
Il semble que l'essentiel des hydrates découverts se situent sur les marges continentales. La rareté des hydrates sous les grands fonds marins semble due à la rareté de sources de méthane dans ces endroits où ils seraient stables.
En conséquence, les hydrates de méthane sont rencontrés dans deux milieux très différents.

### Réservoir océanique
Du méthane est stocké sous forme d'hydrates de méthane dans les sédiments océaniques profonds et au niveau des talus continentaux à des profondeurs de quelques centaines de mètres.

### Réservoir continental
On trouve également des hydrates de méthane dans le pergélisol des régions circumpolaires de l'Eurasie et de l'Amérique.

### Inventaire
Depuis les premières estimations dans les années 1970, la quantité d'hydrate de méthane dans le réservoir océanique a été révisée à la baisse mais reste considérable. Selon une estimation récente, cette quantité serait comprise entre 1 et 5 × 1015 m3 de gaz, soit entre 0,5 et 2,5 × 1012 tonnes de carbone. Le volume d'hydrates de méthane stocké dans le réservoir continental est moins connu. Selon la surface relativement faible du pergélisol (10 millions de km2) laisse penser qu'il y en a moins là que dans le réservoir océanique. Selon Florent Dominé, du CNRS, le pergélisol est le plus gros réservoir de carbone continental de la planète : 1,7 × 1012 tonnes de carbone d'origine végétale s'y sont accumulées depuis la dernière glaciation ; c'est deux fois plus de carbone que n'en contient actuellement l'atmosphère.
Par comparaison, les réserves connues de pétrole en 2005 étaient d'environ 2 × 1011 m3 (voir l'article Réserve pétrolière).

## Importance pratique

### Incidents de gazoducs /oléoducs
Les hydrates de méthane, et plus généralement d'hydrocarbures, sont à l'origine de nombreux incidents dans des gazoducs, notamment sous-marin. Les conditions de stabilité des hydrates étant localement remplies, la tuyauterie se bouche sous l'effet de la solidification du fluide transporté[réf. nécessaire].

### Source potentielle d'énergie

Distribution mondiale des ressources supposées ou confirmées d'hydrate de méthane, 1996.

Les réserves d'hydrate de méthane sont si considérables que de nombreuses compagnies pétrolières s'y intéressent. Mais la récupération de ce composé est difficile et coûteuse, voire dangereuse pour le climat planétaire, et les difficultés techniques à son extraction semblent actuellement loin d'être résolues.
Après l'accident nucléaire de Fukushima, le Japon a un besoin vital de nouvelles sources d'énergie. Le gouvernement a déjà lancé un programme de recherche (2001-2008) visant à localiser et qualifier la ressource sous-marine potentielles du Japon, puis un plan de sept ans (« programme sur l'exploitation de l'énergie marine et des ressources marines »), voté en mars 2009. Deux extractions tests sont prévues en 2012 et 2014 près de la fosse de Nankai au sud du pays où des ressources importantes ont été détectées,. Le test in situ de récolte stabilisée durant deux semaines commence en mars 2013.
Des hydrates de méthane ont déjà pu être exploités à Messoyakha, petit champ gazier peu profond de Sibérie occidentale situé juste à la limite de stabilité des hydrates de méthane. En conséquence, sa partie basse était un gisement de gaz « normal » (du gaz libre dans du sable) tandis que le haut était rempli d'hydrates. L'exploitation du gaz conventionnel a réduit la pression et a déstabilisé les hydrates, dont le méthane a alors pu être utilisé.
Les industriels doivent tester en mer des méthodes de décompression des hydrates permettant de le récupérer intégralement. C'est un des projets du Japonais JOGMEC.
Un projet allemand baptisé SUGAR (acronyme de Submarine Gashydrat-Lagerstätten: Erkundung, Abbau und Transport), lancé à l'été 2008 par l'institut Leibniz pour les sciences marines de Kiel[réf. incomplète], sous tutelle des ministères fédéraux de l'économie et de la technologie (BMWi) et de l'enseignement et la recherche (BMBF) avec l'appui de 30 partenaires économiques et scientifiques et un budget initial de près de 13 millions d'euros, vise à extraire du méthane marin et à stocker à sa place du CO2 capté à la sortie de centrales thermiques ou d'autres installations industrielles.

### Rentabilité économique

#### Les études de production
Des études japonaises et américaines ont été réalisées depuis 2001 dans le but de démontrer que l'imperméabilisation d'un système d'approvisionnement NGH était possible dans le cadre de l'exploitation des gisements de gaz naturel offshore et non pas dans l'exploitation des gisements d'hydrates eux-mêmes (puisque celle-ci n'a pas encore pu être réalisée de façon effective dans un cadre d'approvisionnement à l'échelle industrielle).
Les études de faisabilité réalisées à cet effet ont donc démontré que l'utilisation de systèmes d'approvisionnement NGH basés sur les techniques de production d'hydrate de méthane synthétique était rentable dans le cadre d'une exploitation rationnelle des gisements de gaz naturel de moyenne et moindre importance : l'exploitation des gisements de gaz naturel comprend par définition un investissement très important dans les technologies de liquéfaction du gaz. L'investissement de base et le coût de construction et de mise en service d'une unité de liquéfaction rend l'exploitation des gisements de faible ou moyenne importance non économiquement viable.

### Transport et stockage du méthane
L'exploitation des hydrates de méthane ne se limite pas aux fonds sous-marins. En effet, les hydrates de méthane sont une bonne alternative pour le transport du méthane sur des distances relativement longues. Ainsi, on réduirait grâce aux hydrates de méthane le transport dangereux du gaz naturel liquéfié ou encore la construction de gazoducs.
De plus, le transport des hydrates par bateau pourrait être moins coûteux en énergie que celui du gaz naturel liquéfié, car les conditions de température et de pression seraient moins difficiles à préserver que dans les méthaniers actuels. A contrario, la quantité finale de gaz libre transportée par rapport au poids de la cargaison est en la défaveur des hydrates au niveau du coût de transport.
Si la distance reste inférieure à 6 000 km, le système d'acheminement NGH devient alors moins coûteux que le classique LNG. La production et la regazéification étant à la base déjà moins coûteuses avec le NGH et nécessitant de moindres investissements, le système marque ici sa supériorité sur le système de compression classique par liquéfaction du gaz naturel.
|                                   | Natural Gas Hydrate (NGH) [réf. nécessaire] | Liquefied Natural Gas (LNG) [réf. nécessaire] |
| --------------------------------- | ------------------------------------------- | --------------------------------------------- |
| Modes de transport et de stockage | Solide                                      | Liquide                                       |
| Température de transport          | −20 °C                                      | −162 °C                                       |
| Densité                           | 0,85 - 0,95                                 | 0,42 - 0,47                                   |
| Contenus d'1 m3 de produit        | 170 m3 CH4 et 0,8 m3 H2O                    | 600 m3 CH4                                    |

(soit 13,2 % en masse de méthane dans l'hydrate solide).
Pour fixer les ordres de grandeur, une bouteille de gaz utilisée pour distribuer le butane ou propane dite « 13 kg » (contenant environ 4,8 m3 de gaz butane à température et pression ordinaires) n'a qu'un volume de 30 litres. Ce volume permettrait de transporter (toutes les données de ce paragraphe sont arrondies, et aucune marge de sécurité n'est considérée) 14 kg de méthane à −161 °C à 1 bar [densité de 0,465] (ou à −100 °C et 30 bars). La même bouteille permettrait de contenir 27 kg d'hydrate de méthane sous 35 bars et 0 °C, soit 3,6 kg de méthane pur. Ces dernières conditions pourraient être décrites de manière caricaturale comme « une bouteille de gaz dans un réfrigérateur » ; c'est-à-dire dans des conditions relativement aisées à atteindre industriellement. Dans ce dernier cas, la bouteille contiendraient en sus des 3,6 kg de méthane, environ 23 kg d'eau afin de former un hydrate avec le gaz. Ce paragraphe n'a pas pour but de montrer une application industrielle réelle, mais plutôt de visualiser des ordres de grandeur.
Des recherches sont en cours de développement pour :
- permettre de transformer le méthane gazeux en hydrates pour son transport entre le gisement et le centre de consommation ;
- produire des hydrates de méthane en tant que stock d'hydrogène susceptible d'être utilisé dans des piles à combustibles ;
- maîtriser la formation d'hydrates de méthane dans les gazoducs où ces hydrates peuvent boucher des canalisations et/ou les endommager lorsqu'ils dégèlent. À cette fin, des biologistes tentent de comprendre comment certains organismes vivant peuvent inhiber la production de ces hydrates[18] ;
- transposer au CO2 des technologies proches de celles qui pourraient être développées pour les hydrates de méthane, avec l'idée de pouvoir « emprisonner » le CO2 dans de la glace (comme le méthane) et former ainsi des hydrates de CO2. Ceci pourrait peut-être permettre de garder sous pression les gisements sous-marins d'hydrates de méthane s'ils deviennent exploitables, et ainsi limiter aussi le dégagement du CO2 dans l'atmosphère.

## Hydrates de méthane et changement climatique

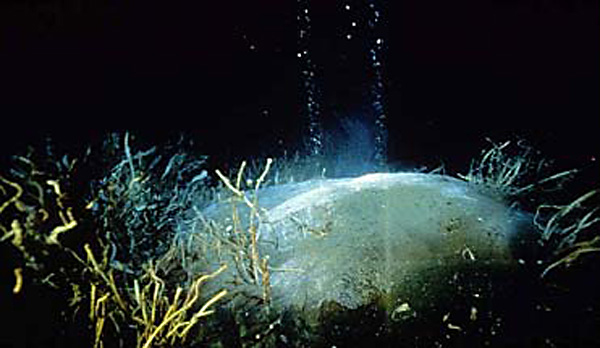
Bloc d'hydrate de méthane en train de fondre dans l'eau de mer, en se dissociant en eau et méthane (photo USGS).

### Risques liés à l'exploitation des hydrates de méthane
L'exploitation des hydrates de méthane pourrait poser de sérieux problèmes en matière d'effet de serre. D'une part, leur combustion émet du CO2 au même titre que le gaz naturel (mais moins que le charbon et le pétrole pour une même quantité d'énergie produite). D'autre part, le risque existe qu'en exploitant les hydrates sous-marins instables on fasse involontairement remonter de grandes quantités de méthane dans l'atmosphère : cela équivaudrait à exploiter du gaz naturel en autorisant d'énormes fuites. Or le méthane (CH4) a un pouvoir de nuisance beaucoup plus élevé que le CO2 en tant que gaz à effet de serre. Son potentiel de réchauffement global mesuré à l'échelle d'un siècle à partir de sa diffusion dans l'atmosphère est en effet compris entre 22 et 23 fois celui du dioxyde de carbone, en tenant compte d'une durée de vie moyenne des molécules de CH4 de seulement une douzaine d'années avant leur décomposition en CO2 par les UV, des phénomènes de combustion ou d'oxydation et diverses réactions chimiques.

### Accélération du réchauffement climatique
Des scientifiques craignent que le réchauffement climatique, en élevant suffisamment la température du pergélisol, permette que les clathrates qui y sont présents fondent au moins partiellement : cela aurait pour effet de relâcher d'énormes quantités de méthane dans l'atmosphère, lequel viendrait à son tour augmenter l'effet de serre, d'où un effet d'emballement. Florent Dominé, du CNRS, évoque une augmentation de 5 à 8 °C de la température d'ici à 2100 dans l'hypothèse d'une libération dans l'atmosphère de l'intégralité du carbone enfoui dans le pergélisol.
En 2014, des chercheurs mettent en évidence qu'un dégazage d'hydrates de méthane observé dans l'Atlantique au large de Svalbard est d'origine naturelle et a débuté il y a au moins 3 000 ans. Les auteurs, qui craignaient initialement que le phénomène soit dû au réchauffement climatique, estiment toutefois qu'un tel mécanisme reste possible, car à long terme l'océan profond va également se réchauffer ; or, le plancher océanique contient des quantités très importantes d'hydrates de méthane, qui accélèreront le réchauffement en cas de dégazage.
Selon David Archer (en) en 2007, les hydrates de méthane entrainent déjà un dégazage aujourd'hui en réponse au réchauffement climatique d'origine anthropique, par exemple à la frontière entre la Sibérie et l'océan Arctique, mais l'essentiel des hydrates de méthane sont profondément enfouis dans le sol ou dans les sédiments océaniques, de sorte que l'échelle de temps à considérer pour que le réchauffement climatique en cours ne déclenche leur éventuel dégazage se compte en milliers d'années. De ce fait, l'auteur estime que l'effet du dégazage au cours du prochain siècle pourrait être « significatif mais pas catastrophique ».
En 2017, une revue de littérature par l'Institut d'études géologiques des États-Unis conclut que la décomposition des hydrates de méthane a peu de chance de provoquer une émission massive de méthane, comparable aux émissions de gaz à effet de serre d'origine anthropique, parce que l'essentiel du gaz n'atteint pas l'atmosphère et reste prisonnier des sédiments marins, transformé en CO2 par des microbes ou dissous dans l'océan. Une étude parue dans Science advances en janvier 2018 corrobore cette théorie : elle montre qu'environ 10 % seulement du méthane émis au niveau du plancher océanique de la mer de Beaufort atteignent la surface,.
Gavin Schmidt, du Goddard Institute for Space Studies (NASA), considère le risque lié au dégazage des hydrates de méthane comme « faible », tandis que le professeur Tim Lenton de l'université d'Exeter et spécialiste des points de bascule climatique estime que le process de dégel du pergélisol prendra des milliers, voire des dizaines de milliers d'années. Peter Wadhams, professeur à l'université de Cambridge et auteur d'un article sur le sujet dans la revue Nature en 2013, qui repose sur une fonte complète de la banquise Arctique en été dès 2015 (un scénario qui ne s'est finalement pas réalisé), estime au contraire que le dégazage pourrait ne prendre qu'une cinquantaine d'années voire moins.
Selon une étude parue dans la revue Palaeoworld en 2016, un dégel massif des hydrates de méthane océaniques serait la principale cause du réchauffement climatique ayant conduit à l'extinction Permien-Trias qui vit disparaître 95 % des espèces marines et 70 % des espèces continentales, il y a 250 millions d'années. Les auteurs de l'étude font le lien avec le réchauffement climatique actuel,. D'autres scientifiques, Peter Wadhams et Tim Palmer, trouvent toutefois que cette étude pêche par excès de catastrophisme. Par ailleurs, des chercheurs du MIT et de l'académie chinoise des sciences de Nankin montrent en 2014 que l'émission massive de méthane pourrait être due à des microbes et non à un dégel des hydrates de méthane.

## Extraction du méthane
Pour la première fois, un pays a réussi à extraire du méthane de ces hydrates sans les retirer du fond marin : le Japon.

### Motivations du Japon
En raison de l'expansion économique et technologique du Japon et dans le contexte de l'arrêt de certaines de ses centrales nucléaires (la centrale nucléaire de Fukushima Daiichi est fermée depuis son explosion), les besoins énergétiques du pays sont de plus en plus importants. Le Japon, pour limiter sa dette énergétique (le pays importe 95 % de son énergie), cherche depuis les années 2010 à extraire du méthane des clathrates, si possible en le remplaçant par du dioxyde de carbone. Pour cela, des tests ont été lancés le 12 mars 2013. Les hydrates de méthane étant présents dans des talus continentaux, le Japon, entouré par l'océan Pacifique, en est bien doté.
Le méthane et les hydrates de méthane peuvent être transportés à moindre coût et sont une alternative possible au nucléaire pour le pays.

### Méthode d'extraction
À 80 km des côtes de la péninsule d'Atsumi dans les eaux de la préfecture d'Aichi, au sud de l'île Honshû, l'expérience réalisée à 1 000 mètres de profondeur marine est la première réussite obtenue.
Cette expérimentation consiste à provoquer une chute de pression pour que le gaz enfermé s'échappe avec l'eau de la glace qui entoure le méthane mélangé à des sédiments en petite quantité.

### Limites possibles
Le méthane issu de forages gaziers ou de la méthanisation est largement utilisé depuis la première révolution industrielle. Le méthane issu d'hydrates naturels pourrait théoriquement être récupéré par dépressurisation du sédiment ou par son réchauffement (in situ ou en le remontant en surface dans les deux cas).
Une partie du méthane récolté fuit dans l'atmosphère lors de ses processus d'extraction, transport, compression, etc. et c'est un puissant gaz à effet de serre. De plus le CO2 émis par sa combustion est aussi un gaz à effet de serre. Le CO2 et le méthane lui-même contribuent à environ 20 % de l'augmentation de l'effet de serre, ce pourquoi certains experts (dont le GIEC) jugent qu'il peut être dangereux pour le climat. D'autant qu'un réchauffement des pergélisols et des océans pourrait augmenter la dissociation d'hydrates de méthane en eau et en méthane, avec un effet d'accélération du réchauffement.
Certains auteurs, suivis par le Japon et d'autres pays voient dans les hydrates de méthane des sédiments marins, ou continentaux (pergélisols essentiellement) une source d'énergie fossile prometteuse et abondante pour le futur (il y aurait là potentiellement plus d'énergie que les réserves connues de pétrole, gaz et charbon selon certaines estimations). Cependant une grande partie de ces hydrates n'est pas pure ni directement accessible, mais intégrée dans une matrice poreuse qui est un sédiment plus ou moins homogène et caractérisé par des « pores » plus ou moins grands).
Capter et exploiter le méthane piégé dans une matrice sédimentaire n'est pas aisé sans dégrader l'environnement. Son exploitation aux pieds des abords des plateaux continentaux (où sur leurs pentes où il est abondant) risque localement de provoquer des effondrements importants, pouvant générer des tsunamis. En effet, le couple eau-méthane a trois phases possibles : 1) liquide, 2) gazeuse et 3) "hydrate, c'est-à-dire dans ce cas « solide ». Cependant la fusion des hydrates de méthane piégés dans un milieu poreux plus ou moins saturé en hydrates peut générer des instabilités dans ce substrat. Elle libère d'une part de l'eau et d'autre part du méthane (qui sera plus ou moins dissous et/ou gazeux selon les conditions de température, pression, salinité du milieu). Cette réaction provoque des « mouvements de fluide et des effets thermiques importants » (car dans le milieu poreux qui contient l'hydrate de méthane, des gradients de pression seront formés par dissociation en méthane localement dissous et localement gazeux (bulles), ce qui est source de gradients de température qui pourront eux-mêmes influer la vitesse et la géographie de la dissociation. Ce phénomène apparait à échelles microscopique puis macroscopique, avec une hétérogénéité susceptible d'être aggravée par des phénomènes d'adsorption du gaz dans la matrice (si elle est riche en argile ou en matière organique par exemple), et/ou de « mise en suspension » d'une partie de la matrice (par exemple vase argileuse) dans l'eau ainsi formée, avec comme résultante une déstabilisation du substrat qui cherchera à trouver un nouvel équilibre. Si la couche de sédiment poreux est épaisse et relativement liquide ou liquéfié par le réchauffement, les remontées de bulles peuvent aussi perturber les équilibres qui le caractérisaient (phénomène de type solifluxion). Remarque : dans un bloc de sédiment riche en hydrates de méthane, la fusion/dissociation des hydrates est dite à « cœur rétrécissant » (car l'hydrate piégé dans le bloc de sédiment fond à partir de son extérieur (par transfert thermique radial) ; la chaleur se propageant des frontières (plus chaudes) vers sa partie centrale (cœur du sédiment) qui se refroidit moins vite,. Dans un milieu poreux « des gradients de pression peuvent apparaître et perturber la cinétique de dissociation : il est donc capital de prendre en compte l'écoulement des fluides dans ce milieu » estiment Tonnet et al. de l'École nationale supérieure des mines de Saint-Étienne (SPIN-GENERIC) qui a produit un modèle de dissociation de ces hydrates tenant compte – en milieu poreux – des transferts thermiques et des transferts de masse. Pour comprendre et décrire l'écoulement multiphasique (eau + gaz) qui se produit dans les pores (libres ou subitement devenus libres) du sédiment au moment de la fusion, il faut faire appel à deux notions physiques : la « perméabilité relative » et la loi de Darcy à appliquer dans ce cas à un mode « polyphasique ».

## Remplacement du méthane du clathrate par du dioxyde de carbone

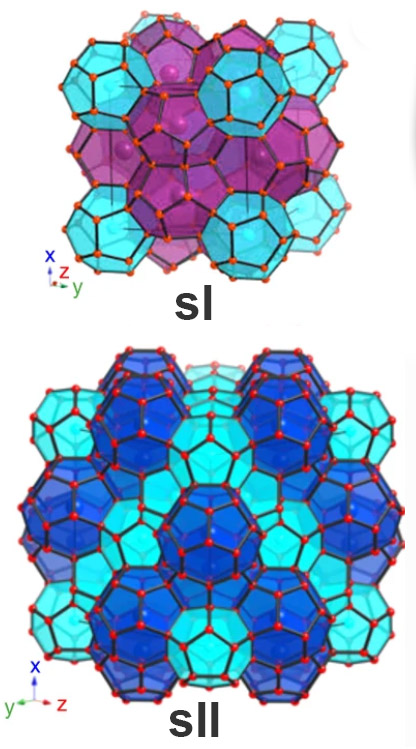
Modèles de clathrates sI (petite cage qui accueille spontanément le méthane) et sII (qui accueille plutôt le dioxyde de carbone) faits à partir du diagramme de diffraction des neutrons sur pur hydrate de méthane.

Certains auteurs estiment qu'il sera un jour possible de remplacer, de manière fiable et sécurisée, le méthane par du dioxyde de carbone dans la matrice polyédrique du clathrate, sans que celle-ci ne s'effondre. Cette technique n'est pas encore maîtrisée, mais une étude a démontré que — sous certaines conditions de pression et de température — les échanges entre méthane et dioxyde de carbone sont non seulement réalisables, mais qu'ils se déroulent également à une vitesse très supérieure aux prévisions. 
Pour des raisons encore mal comprises, les cages du clathrate peuvent modifier leur forme pour retenir le dioxyde de carbone à la place du méthane. 
On distingue deux types de cages : les petites, qui ne peuvent contenir qu'une seule molécule de méthane, et les grandes, capables d'en accueillir deux (cette configuration est qualifiée de « SI », pour « structure initiale », en raison de leur richesse en grosses cages). Naturellement, le méthane est d'abord préférentiellement piégé dans les grandes cages (SI) ; toutefois, dans certaines conditions, il peut être remplacé, par un processus de « diffusion ultrarapide », par du dioxyde de carbone. La structure du clathrate se transforme alors spontanément en une nouvelle configuration dite « SII », composée essentiellement de petites cages qui retiennent plus efficacement le dioxyde de carbone, à condition que la pression et la température restent relativement stables. « En étudiant la coexistence entre ces deux phases par diffusion quasi élastique de neutrons, les chercheurs ont observé qu'à l'interface de ces deux structures, la diffusion des molécules de méthane est remarquablement rapide, jusqu'à sept ordres de grandeur plus importante que dans les structures pures. Ce phénomène de super-diffusion serait dû à la formation de nanobulles de méthane dans une matrice de glace amorphe à l'interface entre ces deux structures ».